# 뭉치지 않으면 죽는다

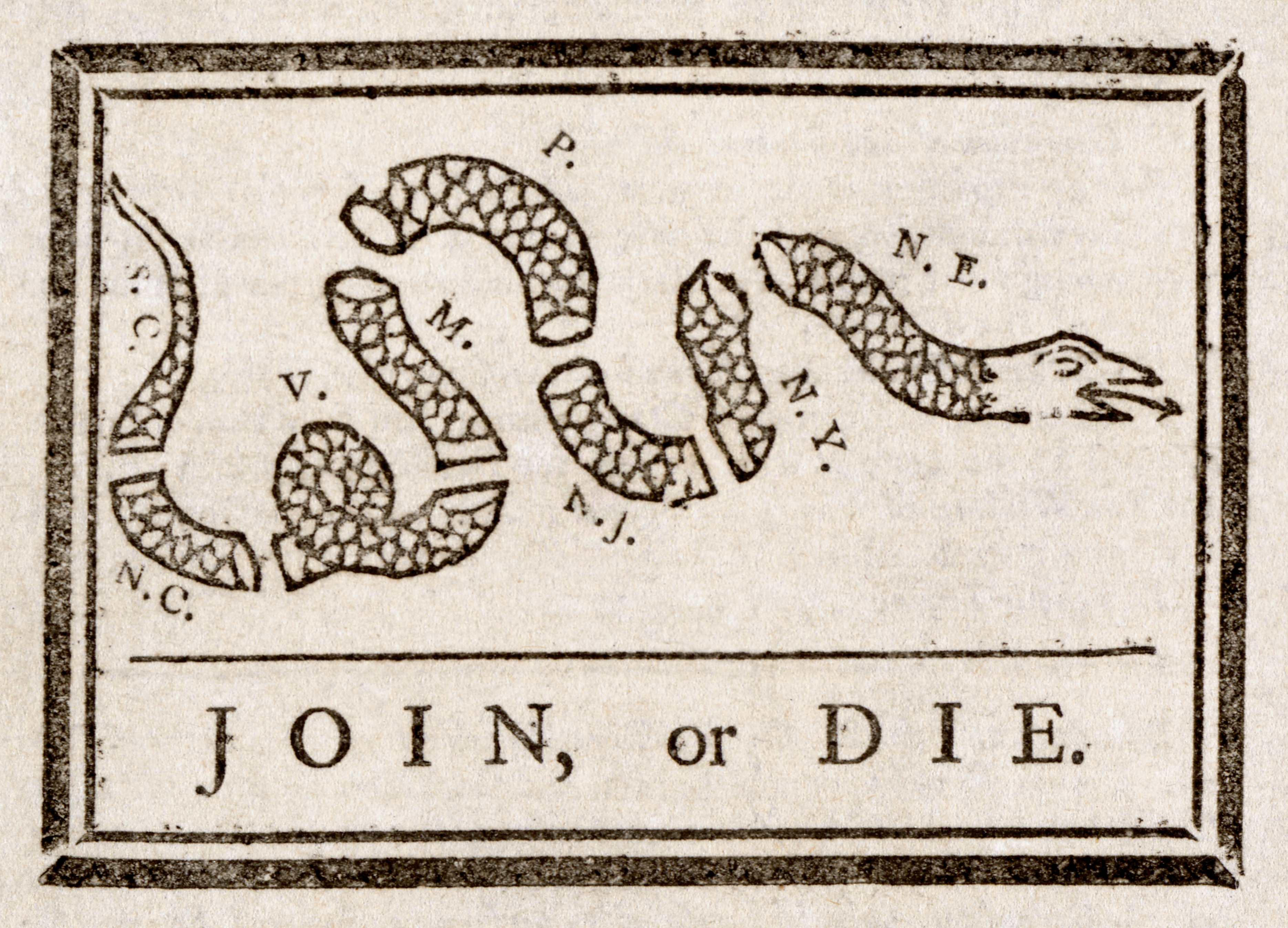
벤자민 프랭클린이 만든 '뭉치지 않으면 죽는다'라는 문구는 식민주 주민들의 대영제국을 상대로 한 투쟁에서의 통합의 중요성을 설파하기 위해 만들어졌다.

'뭉치지 않으면 죽는다'(Join, or Die)는 미국 건국의 아버지이자 계몽주의 사상가인 벤자민 프랭클린이 만든 유명한 만평 중 하나로, 1754년 5월 9일 프랭클린이 직접 운영했던 펜실베이니아 가제트에 처음 실렸다.
이 만평은 뱀을 8등분한 목판화로, 각 조각마다 미국을 구성한 13개 식민지 가운데 하나의 이니셜이 라벨로 붙어 있다. 당시 뉴잉글랜드는 4개 식민지가 아니라 하나의 조각으로 표현되었다. 델라웨어 식민지는 펜실베이니아주에 속해 있었기 때문에 따로 목록에 올라 있지는 않았지만 조지아 식민지는 완전히 빠졌다. 따라서 기존의 13개 식민지가 아닌 뱀의 8개 부분을 가지고 있었다. 이 만화는 미국 독립 전쟁 시기에 식민지 주민들의 자유를 향한 상징이 되었다.